# Jakobskloster Rinteln
Das Jakobskloster Rinteln war ein von etwa 1225/30 bis 1560 bestehendes, dem Apostel Jakob geweihtes Nonnenkloster der Zisterzienserinnen am heutigen Kollegienplatz in Rinteln.

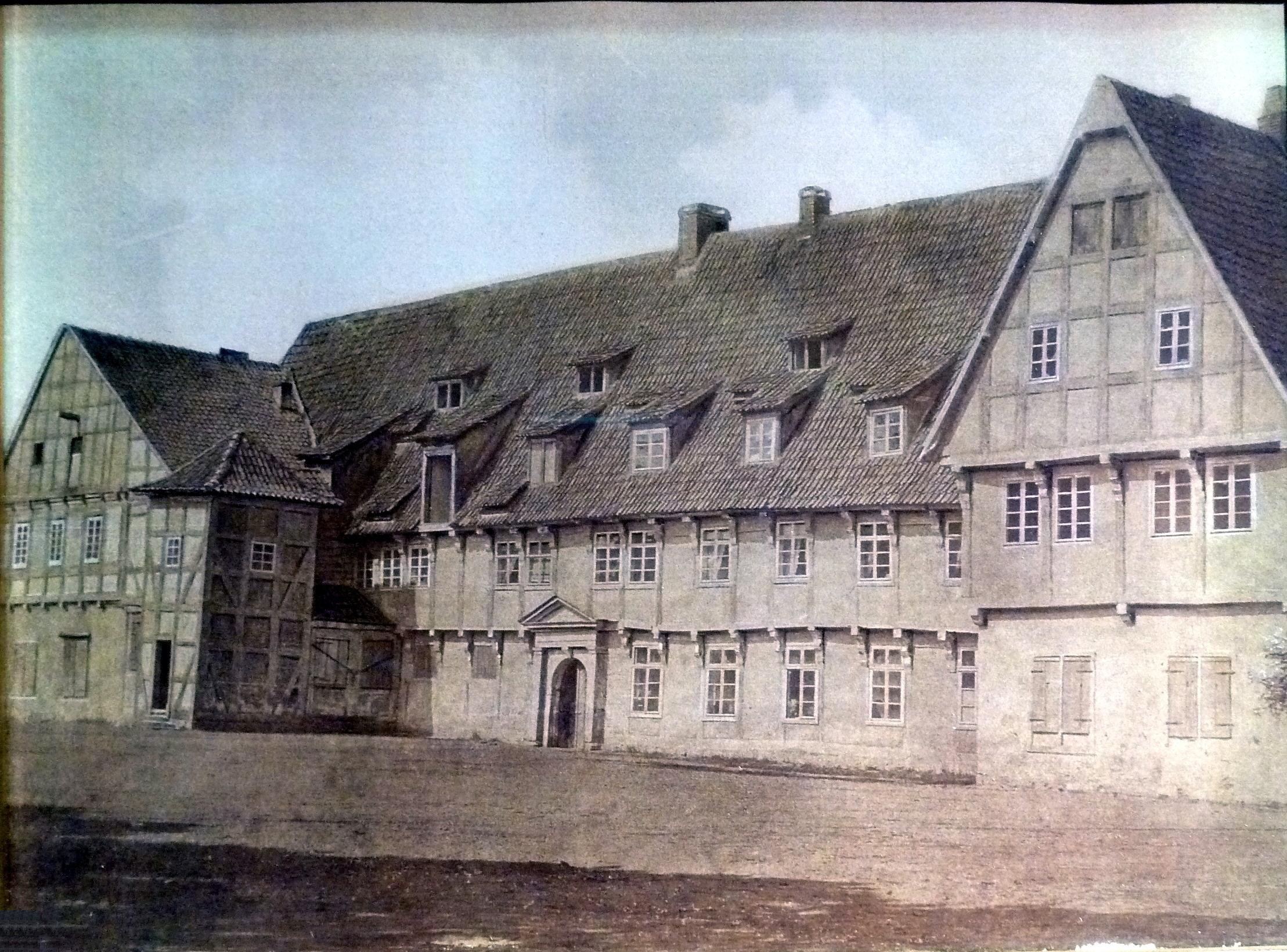
Erhaltenes Klostergebäude (um 1850) vor seinem Abriss

## Geschichte

### Bischoperode
Das Kloster wurde zunächst 1203/1208 in Bischoperode von Graf Adolf III. von Schaumburg und Holstein gegründet, der gerade aus dänischer Gefangenschaft freigekommen war.  Bischoperode (Biscopingherode, Bisperode) lag östlich der erst später (um 1224) von ihm gegründeten Siedlung Stadthagen.  Die heutigen Straßennamen Am Johannishof, Großes Klosterfeld und Kleines Klosterfeld suggerieren, dass sich das Kloster in dieser Gegend befand.

### Rinteln
Um 1225/30 wurde das Kloster durch Graf Adolf IV. von Schaumburg und Holstein nach Alt-Rinteln am rechten Ufer der Weser verlegt, um 1238 dann nach Rinteln am linken, südlichen Ufer.  Die Nonnen lebten wahrscheinlich schon ab der ersten Verlegung ihres Klosters nach der Benediktiner-Regel, bemühten sich aber weiterhin um Inkorporation in den Orden der Zisterzienser. Klosterkirche war die frühgotische Hallenkirche St. Jakob, die mit ihrer für den Orden typisch schlichten Bauweise und ihrem Dachreiter heute der einzig gebliebene bauliche Rest des einstigen Klosters ist.
Nachdem Graf Otto IV. am 5. Mai 1559 die Reformation in der Grafschaft Schaumburg eingeführt hatte, wurde das Kloster im Jahre 1563 auf eigenen Wunsch aufgehoben.

## Spätere Nutzung
Der 1619 in den Fürstenstand erhobene Ernst von Schaumburg verwandelte 1620 das von ihm im Jahre 1610 in Stadthagen gestiftete akademische Gymnasium in eine Universität, die Alma Ernestina, und verlegte sie noch vor ihrer Einweihung (17. Juli 1621) nach Rinteln in die Gebäude des ehemaligen Klosters.  Teile des Klosters wurden zur „Kommunität“ (Studentenwohnheim), zum „Konviktorium“ (Mensa) der Stipendiaten und zu zwei Hörsälen umgestaltet. Eine Bibliothek, ein Instrumentenzimmer, eine Apotheke usw. wurden eingerichtet, und die Kirche wurde Universitätskirche.
Während des Dreißigjährigen Kriegs wurden die Gebäude nach dem Erlass des Restitutionsedikts am 6. März 1629 durch Kaiser Ferdinand II. unter dem Schutz einer kaiserlichen Besatzung von 1630 bis 1633 von Benediktinermönchen aus Corvey und aus englischen Klöstern vertriebenen Benediktinern in Besitz genommen und bewohnt. Erst danach konnte die kleine Universität wieder dort einziehen. Sie blieb allerdings relativ unbedeutend und wurde im Jahre 1809 durch die Regierung des napoleonischen Königreichs Westphalen geschlossen.
Nachdem Rinteln mit einem Teil der ehemaligen Grafschaft Schaumburg 1640 an die seit 1605 evangelisch-reformierte Landgrafschaft Hessen-Kassel gefallen war, wurde die Jakobi-Kirche zur Garnisonskirche der seit 1651 in Rinteln bestehenden hessischen Garnison, und 1659 gründete sich eine evangelisch-reformierte Gemeinde für die hessischen Beamten und Soldaten und deren Familien, mit der Jakobi-Kirche als Pfarrkirche.  Nach einem Hochwasser im Jahre 1754 bestand Einsturzgefahr für die Kirche. Man schüttete das Gelände  um die Kirche um 1 Meter auf, nahm das Dach ab, erhöhte die Traufe um 1 Meter, und baute ein neues Dach und einen neuen, gedrungenen Turm aus Holz.
Kurfürst Wilhelm I. von Hessen-Kassel ließ am 31. Oktober 1817 in den einstigen Kloster- und Universitätsgebäuden ein „akademisches Gymnasium“, das Ernestinum Rinteln, einrichten.
Ein Brand im Jahre 1857 zerstörte das Innere der Kirche. Bei der folgenden Renovierung entstanden die heutige Orgelempore und das Orgelprospekt sowie eine neue Innenausmalung. 1875 wurden die inzwischen baufällig gewordenen Ost- und Südflügel des ehemaligen Klosters abgerissen und durch ein neues Schulgebäude ersetzt.  Im verbliebenen Westflügel wurden die Pfarrwohnung und das neu gegründete Technicum untergebracht. Vier Jahre später wurde der Holzturm der Kirche abgerissen und der heutige Dachreiter errichtet. 1889 wurde auch der Westflügel des einstigen Klosters abgerissen und das heutige Pfarrhaus erbaut. Somit ist die Jakobi-Kirche seitdem das einzige Überbleibsel der ehemaligen Klosteranlage.
Koordinaten: 52° 11′ 9″ N, 9° 4′ 40,6″ O